# Гамильтон-Гордон, Джон, 1-й маркиз Абердин и Темер
Джон Кэ́мпбелл Га́мильтон-Го́рдон (англ. Sir John Campbell Hamilton Gordon, 3 августа 1847, Эдинбург — 7 марта 1934, Тарланд, Абердиншир), 7-й граф Абердин и 1-й маркиз Абердин и Темер — британский колониальный деятель. Занимал посты лорда-лейтенанта Ирландии (1886; 1905—1915) и генерал-губернатора Канады (1893—1898).

## Биография

### Семья и молодые годы
Джон Кэмпбелл Гамильтон-Гордон родился в Эдинбурге в аристократической шотландской семье. Его дед, 4-й граф Абердин, много лет занимал пост министра иностранных дел Великобритании, а в первой половине 1850-х годов, в первые годы Крымской войны, был премьер-министром. Его жена и три дочери умерли от туберкулёза. Отец Джона Кэмпбелла, 5-й граф Абердин, убеждённый пуританин, умер достаточно молодым, в возрасте 47 лет, возможно, от этой же болезни, из-за чего будущий 7-й граф с юности боялся умереть в столь же раннем возрасте. 5-й граф оставил после себя троих сыновей. Старший брат Джона рано отказался от титула и эмигрировал в США, где стал морским капитаном и утонул в 1870 году; к этому моменту в живых не было и второго брата, в 1868 году не то погибшего в результате несчастного случая, не то покончившего с собой.
Джон Кэмпбелл окончил Сент-Эндрюсский университет в Эдинбурге, а затем Оксфордский университет, который окончил со степенью бакалавра искусств в 1871 году, уже нося титул графа Абердина. Вместе с титулом он унаследовал место в Палате лордов, где близко сошёлся с Уильямом Гладстоном — лидером британских либералов. Занимаясь благотворительностью в Восточном Лондоне, он познакомился с Ишбел Марджорибэнкс, дочерью банкира, с которой у него завязались романтические отношения. Абердин взял Ишбел в жёны в 1877 году; в этом браке родились пятеро детей, один из которых умер в младенчестве.

### Начало политической карьеры
Общее влияние Гладстона и Ишбел привело к эволюции политических взглядов графа Абердина от умеренного консерватизма к таким позициям, которые позволяли ему заявить, что либерализм — это «христианство в политике». В 1880 году он занял пост лорда-лейтенанта Абердиншира, уже к этому времени бывший практически полностью церемониальным, и оставался на нём вплоть до своей смерти в 1934 году. С 1881 по 1885 год Абердин занимал пост лорда — верховного комиссара Церкви Шотландии, а в начале 1886 года Гладстон назначил его лордом-лейтенантом Ирландии. К этому времени данный пост тоже был во многом декоративным (и как правило сменяемым вместе с очередным правительством), тогда как реальные рычаги управления были в руках у обер-секретаря наместничества. Роль либерального и демократичного по меркам своего времени Абердина, к тому же бывшего убеждённым сторонником гомруля, заключалась в пропаганде идеи духовной, а не только административной связи Англии и Ирландии. Лорд-лейтенант наладил хорошие отношения с лорд-мэром Дублина и произвёл в Ирландии фурор, публично пожав руку бывшему главарю фениев и политзаключённому Майклу Девитту. Важная роль, которую сам Абердин и его жена играли в благотворительных обществах, завоевала им симпатии в народе, хотя ирландские националисты (в частности Артур Гриффит) поздне́е рассматривали благотворительную деятельность лорда-лейтенанта в Ирландии как фарс, учитывая, что его содержание оплачивалось из налогов, собранных с ирландцев. Первое пребывание Абердина на посту лорда-лейтенанта Ирландии оказалось коротким, окончившись вместе с падением кабинета Гладстона уже летом 1886 года.
По окончании пребывания в должности лорда-лейтенанта Ирландии граф Абердин был включён в Тайный совет Великобритании и произведён в рыцари Большого креста ордена Святых Михаила и Георгия.

### Генерал-губернатор Канады
В 1890 году Абердин посетил с трёхмесячным визитом Канаду и проникся тёплыми чувствами к этой стране. На следующий год он приобрёл в собственность ранчо Голдстрим в долине Оканаган (Британская Колумбия). Площадь имения превышала 13 тысяч акров (более 53 км²), поголовье скота включало 2000 коров, более 60 лошадей и по 70 овец и свиней. По распоряжению нового владельца на участке площадью 100 акров было высажено 25 тысяч яблонь, груш и вишнёвых деревьев и начала работать фабрика по производству джемов, что положило начало коммерческому садоводству в долине Оканаган. Абердины поощряли переезд в долину новых фермеров, продавая небольшие участки земли под фруктовые сады. Одновременно с этим Ишбел Абердин продолжала уделять большое внимание Ирландии, в частности, поощряя развитие малого предпринимательства.
Когда в 1892 году в Великобритании был вновь сформирован либеральный кабинет под руководством Гладстона, встал вопрос о повторном назначении графа Абердина лордом-лейтенантом Ирландии, однако против такого шага резко выступил Джон Морли — министр по делам Ирландии, опасавшийся, что сочувственное отношение графа к идеям независимости отпугнёт ирландских протестантов. Вместо этого Абердин был в 1893 году назначен генерал-губернатором Канады, сменив на этом посту лорда Стэнли; это назначение было встречено с большим удовлетворением канадцами как шотландского, так и ирландского происхождения. Вскоре новый генерал-губернатор завоевал популярность и у франкоканадцев, в защиту чьих конституционных прав последовательно выступал. Этой популярности способствовало и то, что, выступая в Квебеке, чередовал в своих речах английский и французский языки, а в Новой Шотландии мог вставлять и реплики на шотландском языке. Хорошие отношения сложились у Абердина с коренными народами Канады, в том числе с вождём черноногих Вороньей Стопой, о мудрости и дальновидности которого он позже с восторгом отзывался в мемуарах. Сам Абердин был избран почётным вождём как у черноногих, так и в Союзе шести племён.
За пять лет пребывания графа Абердина на посту генерал-губернатора в Канаде трижды менялся премьер-министр, причём в двух из трёх случаев Абердин играл в процессе смены власти важную роль. После смерти в 1894 году Джона Томпсона ему пришлось выбирать следующего премьер-министра из числа как минимум четырёх претендентов, входивших в правительство. В итоге Абердин остановил свой выбор на Макензи Боуэлле — протестанте, входившем в Оранжевый орден, но только после того, как удостоверился, что эта кандидатура не вызывает отторжения у канадских католиков. В 1896 году, когда на выборах потерпело поражение недолговечное консервативное правительство Чарльза Таппера, Абердин отказался утвердить серию назначений новых сенаторов и судей, предложенных Таппером за короткий промежуток времени между его поражением и формированием нового либерального кабинета Вильфрида Лорье. В результате представитель британской короны был обвинён канадскими консерваторами во вмешательстве в дела самоуправления, но для будущих генерал-губернаторов эти действия стали образцом для подражания. Позже у семейства Абердинов сложились с Лорье не только хорошие профессиональные, но и дружеские отношения, что тоже вызывало негодование у консерваторов, неоднократно бойкотировавших приёмы в резиденции генерал-губернатора, пока этот пост занимал лорд Абердин.
Лорд Абердин прилагал усилия к укреплению связей между Великобританией и её доминионами и в 1894 году председательствовал на II Колониальной конференции, проходившей в Оттаве при участии делегатов от Австралии, Новой Зеландии и Южной Африки (помимо собственно Канады и Великобритании). На конференции было принято решение о прокладке Тихоокеанского телеграфного кабеля между Австралией и Канадой, которая завершилась уже после окончания срока полномочий Абердина, в 1902 году.
Как и в Великобритании и Ирландии, Абердины продолжали активную благотворительную деятельность в Канаде. Они внесли важный вклад в развитие общественных организаций в Канаде, в том числе местных отделений Национального совета женщин Канады. Генерал-губернатор оказывал поддержку Армии спасения, а его жена основала в Канаде благотворительный Клуб Мэй Корт, а в 1897 году — Викторианский орден сестёр милосердия, существующий до настоящего времени. Она также стала в 1893 году первой председательницей Международного совета женщин. Лорд Абердин поощрял развитие в Канаде спорта и активного досуга. Его семья популяризовала в Оттаве лыжный спорт, а в 1895 году лорд-губернатор пожертвовал Королевской канадской ассоциации гольфа приз, получивший название Кубок Абердина. При нём был построен большой выставочный павильон в Лэнсдаун-парке (Оттава), известный как «Павильон Абердина» и являющийся одним из старейших сохранившихся крытых катков. В 1904 году в здании павильона проходили хоккейные игры на Кубок Стэнли. Помимо павильона, в честь лорда Абердина названы улицы в Торонто, Гамильтоне, Кингстоне и Сарнии.

### Второй срок в должности лорда-лейтенанта Ирландии

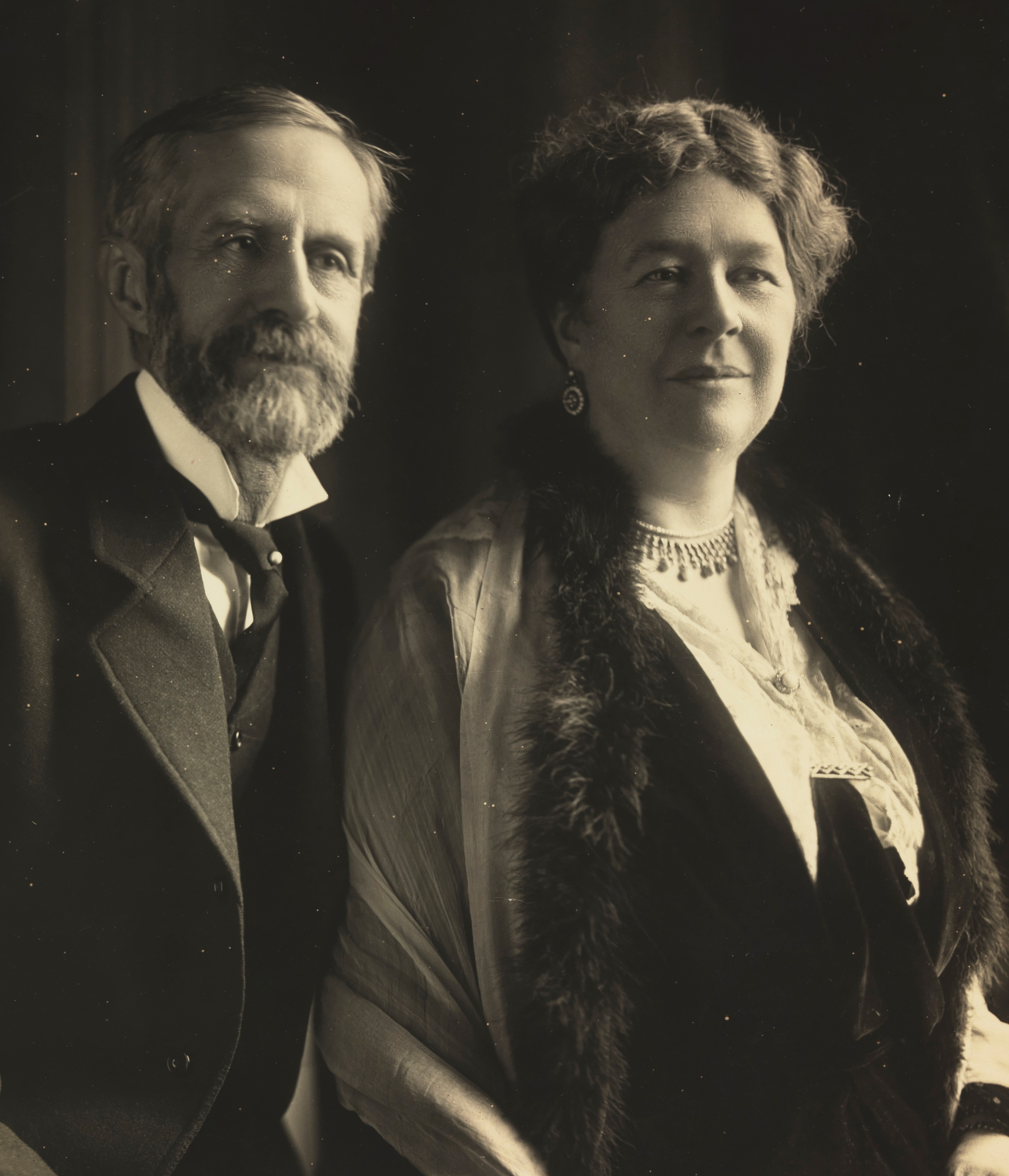
Лорд и леди Абердин, между 1900 и 1910 годом

Завершив свою деятельность в качестве генерал-губернатора Канады в 1898 году, семью годами позже граф Абердин был вторично назначен лордом-лейтенантом Ирландии после прихода к власти в Англии либерального кабинета Генри Кэмпбелла-Баннермана. На сей раз он оставался на этом посту до 1915 года — самый долгий срок в истории должности с момента принятия Акта об унии 1800 года. В 1906 году он был произведён в рыцари ордена Чертополоха, а в 1911 году — в рыцари Большого креста Королевского Викторианского ордена.
Поскольку роль лорда-лейтенанта оставалась преимущественно представительской, основным занятием четы Абердинов в этот период оставалась благотворительность — деятельность, в рамках которой Джона Кэмпбелла совершенно затмевала его жена. В 1914 году националистическая газета Sinn Féin язвительно писала, что именно Ишбел Абердин, а не её муж, является истинным лордом-лейтенантом. Ишбел возглавляла антитуберкулёзную кампанию в Ирландии, боролась за женское равноправие как внутри страны, так и на международном уровне, а во время жилищного кризиса 1913—1914 годов активно пропагандировала реформы городского планирования в Дублине и других населённых пунктах страны.
Несмотря на активную деятельность на благо простых граждан, лорд Абердин в свою бытность лордом-лейтенантом Ирландии постоянно подвергался жестокой критике. Его критиковали как юнионисты, которых раздражала его поддержка идей гомруля, так и социалисты и радикальные ирландские националисты, рассматривавшие само существование его поста как символ британского империализма, а всю благотворительную деятельность — как ширму, призванную скрыть факт оккупации.

### Последние годы жизни
С 1913 по 1916 год граф Абердин был почётным ректором Сент-Эндрюсского университета в Эдинбурге (большую часть этого срока всё ещё выполняя обязанности лорда-лейтенанта Ирландии). Через год после возвращения из Ирландии он получил титул маркиза, став первым в линии маркизов Абердин и Темер. В 1932 году ему было присвоено звание почётного профессора Университетского колледжа в Оксфорде.
В 1920 году Абердин передал управление родовым поместьем в Хаддо своему сыну Джорджу и остаток жизни провёл в другом имении — Кромаре, рядом с абердинширской деревней Тарланд. В 1920-е годы как он, так и его жена занимались написанием и изданием мемуаров. Первый маркиз Абердин и Темер умер в 1934 году в возрасте 86 лет; его супруга пережила его на пять лет, до самой смерти продолжая занимать пост председательницы Международного совета женщин.

## Идеологические взгляды
Благодаря влиянию жены и Уильяма Гладстона лорд Абердин уже в первой половине жизни стал убеждённым либералом. Его взгляды на социальную справедливость для своего времени были достаточно прогрессивными, что выражалось как в поддержке идей ирландского гомруля и развития британских доминионов, так и в активной благотворительной деятельности, в том числе по развитию общественных организаций. Абердины активно пропагандировали техническое и общекультурное образование, в том числе среди своих слуг, организовав клуб, который назвали «Вперёд и выше» (англ. Onward and Upward), а затем национальную ассоциацию и журнал, издававшийся под тем же названием.
В то же время либерализм Абердина и его жены был во многом нереалистичным. Их романтические представления о Шотландии (перенесённые впоследствии и на Ирландию) как о стране маленьких деревушек и патриархального христианства не учитывали реальные процессы урбанизации и индустриализации, шедшие в обоих регионах. Такой либерализм современники презрительно называли «капустным» (англ. Kailyard). Вполне вероятно что именно лорд и леди Абердин были выведены под видом персонажей сатирической пьесы Джеймса Барри «Крайтон Великолепный», чьё демонстративное обращение на равных с собственным дворецким переживает удар при попадании на необитаемый остров, где тот становится лидером в борьбе за выживание. Несмотря на либеральные взгляды, последовательный морализм Абердина заставлял его выступать сторонником цензуры; он долгое время был активистом Национальной ассоциации бдительности (англ. National Vigilance Association), выступавшей за цензуру прессы и литературных произведений, а в 1911 году возглавлял кампанию её ирландского аналога по уничтожению «неприличных» газет и журналов. Возможно, что именно влияние лорда-лейтенанта помешало в своё время издательскому дому Монселла выпустить книгу рассказов Джеймса Джойса «Дублинцы».

## Личная жизнь

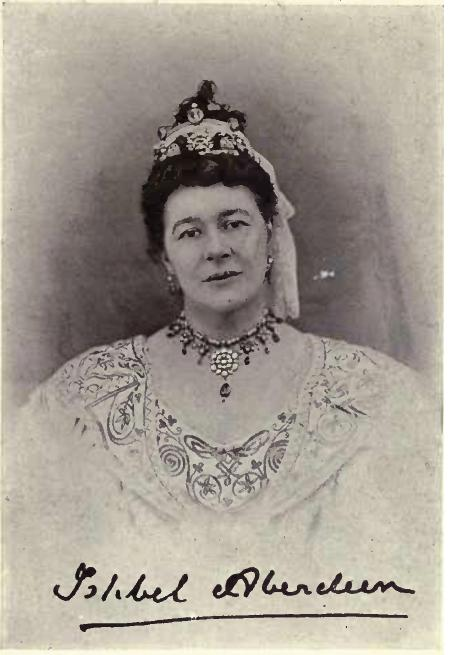
Ишбел Гамильтон-Гордон, маркиза Абердин и Темер

7 ноября 1877 года в церкви Святого Георгия на Ганновер-сквер в Лондоне Джон Кэмпбелл Гамильтон-Гордон женился на Ишбель Марии Марджорибанкс (14 марта 1857 — 18 апреля 1939), дочери сэра Дадли Марджорибанкса, 1-го баронета (1820—1894), члена парламента), и Изабеллы Вейр-Хогг (? — 1908). Они были давними друзьями.
Леди Абердин позже занимала пост президента Международного совета женщин с 1893 по 1899 год и основала Национальный совет женщин Канады и Викторианский орден медсестер.
У них было пятеро детей:
- Джордж Гордон, 2-й маркиз Абердин и Темер (20 января 1879 — 6 января 1965), сменил отца
- Марджори Аделина Гордон (7 декабря 1880 — 26 июля 1970), муж с 1904 года Джон Синклер, 1-й лорд Пентленд (1860—1925), от брака с которым у неё было двое детей
- Доротея Мэри Гордон (12 марта — 25 ноября 1882)
- Дадли Гладстон Гордон, 3-й маркиз Абердин и Темер (6 мая 1883 — 16 апреля 1972), сменил брата
- Арчибальд Иэн Гордон (3 октября 1884 — 16 декабря 1909), был любовником леди Десборо.